# 上比什金
49°29′5″N 36°20′17″E / 49.48472°N 36.33806°E
上比什金（羅馬化：Verkhnii Byshkin）是位於烏克蘭東部的村莊，由哈爾科夫州洛佐瓦區的阿列克西伊夫卡市鎮負責管轄。該村始建於1730年，面積3.53平方公里，海拔高度121米，2001年人口329，人口密度每平方公里93.1人。